# Lycaena mariposa
Espèce
Lycaena mariposa est une espèce d'insectes lépidoptères (papillons) de la famille des Lycaenidae et de la sous-famille des Lycaeninae, présente en Amérique du Nord.

## Dénomination
Lycaena mariposa a été nommé par Tryon Reakirt en  1866.
Synonymes : Polyommatus mariposa Reakirt, 1866 et Polyommatus zeroe Boisduval, 1869.
Au sein du genre Lycaena, cette espèce appartient au groupe Epidemia (parfois considéré comme un sous-genre de Lycaena ou comme un genre distinct, d'où les noms de Lycaena (Epidemia) mariposa ou Epidemia mariposa).

### Noms vernaculaires
Il se nomme Mariposa Copper  en anglais.

### Sous-espèces
- Lycaena mariposa charlottensis (Holland, 1930)
- Lycaena mariposa  penroseae (Field, 1938)

## Description
C'est un petit papillon dont le mâle présente un recto marron clair.
Le revers de l'aile antérieure est sable ornée de lignes de points marron, celui de la postérieure, caractéristique, est gris avec un chevron blanc.

## Biologie

### Période de vol et hivernation
Il vole en une génération en juillet août.

### Plantes hôtes
Ses plantes hôtes sont des Vaccinium .

## Écologie et distribution
Il est présent en Amérique du Nord, dans l'ouest des États-Unis en particulier tout le long des Montagnes Rocheuses de l'Alaska au Wyoming et au Canada dans toute la Colombie-Britannique et en Alberta,.

### Biotope
C'est un lépidoptère des prés de montagne en bordure des bois de conifères.

### Protection
Pas de statut de protection particulier.